# Rammsjön (Östads socken, Västergötland)
Rammsjön är en sjö i Lerums kommun i Västergötland och ingår i Göta älvs huvudavrinningsområde. Rammsjön ligger i Rammdalens Natura 2000-område i vildmarksområdet Risveden och skyddas av fågeldirektivet. Sjön är 14 meter djup, har en yta på 0,015 kvadratkilometer och befinner sig 111 meter över havet.